# Hymenostegia klainei
Hymenostegia klainei är en ärtväxtart som beskrevs av François Pellegrin. Hymenostegia klainei ingår i släktet Hymenostegia och familjen ärtväxter. Inga underarter finns listade i Catalogue of Life.